# Общоевропейско авиационно пространство
Общоевропейското авиационно пространство (накратко ОАП) е единен пазар на авиационни услуги.
Споразуменията за Общоевропейското авциационно пространство са подписани на 5 май 2006 г. в Залцбург, Австрия, между ЕС и някои външни държави. То се основава на правото на Европейския съюз и на Европейската икономическа зона. С това споразумение се либерализира секторът на въздушния транспорт в Европа, като позволява на всяка компания от всяка участваща държава да извършва полети между летищата на всяка друга участваща държава. По този начин позволява на всички авиокомпании в пространството да изпълняват и вътрешни полети във всички участващи държави.
България е част от това пространство от създаването му през 2006 година, като след присъединяването към Европейския съюз членува и чрез Европейския съюз, който също е подписал споразумението.

## Членство

### Основатели
Споразумението е подписано още през 2006 година от всички настоящи 27 страни членки на Европейския съюз, от самия Европейски съюз, Албания, Босна и Херцеговина, Исландия, Черна гора, Северна Македония, Норвегия, Сърбия, както и от Временната администрация на ООН в Косово (ЮНМИК).

### Разширяване
Допълнителни споразумения за присъединяване към Общото авиационно пространство се предлагат на членовете на Източното партньорство на ЕС. Действащите към момента споразумения включват:
- Грузия – декември 2010[3]
- Молдова – юни 2012[4]
- Украйна – октомври 2021
- Армения – ноември 2021.[5]

### В процес на договаряне
- Тунис
- Ливан
- Алжир.